# Begravningsritual
De stora världsreligionerna har alla olika typer ritual vid begravningar. De religiösa lagarna specificerar hur, när, var, och på vilket sätt den avlidne skall begravas. Det finns även en del olika ritual inom varje religiöst samfund.
Några ritualer inom olika religioner och samfund:
Bahá'í
- Begravning utan dröjsmål, ingen kremering.
- Gravplatsen orienteras så att den avdödes huvud är vänt mot Qiblih.
- Den dödes kropp kan inte transporteras mer än 1 timmes resa från dödsplatsen.
- Släktingar och vänner ber för den döde.
- En särskild begravningsbön bes stående och kollektivt.
- Begravningsbön och en speciell begravningsring gäller troende äldre än 15 år.

Babtist
Buddhism
Hinduism
- Alla, utom de allra heligaste, bränns.

Islam
- Begravning utan dröjsmål, ingen kremering.
- En gravplats skall orienteras så att den döde vilar på kroppens högra sida med ansiktet vänt mot Mekka.
- Enligt muslimsk sed förekommer en ceremoniell tvagning av den döde i anslutning till begravningsakten.
- Den döde läggs i en vit svepning utan stygn eller dekorationer för att placeras direkt på jorden under träplankor eller liknande för att inte få den skyfflade jorden som ska täcka graven på sig.
- Släktingar och vänner reciterar Koranen och ber över den avlidna.
- Det finns en särskild begravningsbön - (Salat al-Janaaza).
- Begravningsbönen bes kollektivt stående och innehåller inget bugande eller knäfallande. Den består av fyra takbir (uppläsning av "Allah-u-Akbar" - Gud är Störst)

Judendom
- Den judiska begravningen sker efter ett par dagar, ingen kremering.
- Ritualerna kring död och begravning är fastställda i detalj; detta för att visa respekt för den döde, för att hantera de döda på ett gemensamt sätt, samt för att återföra de sörjande så snabbt som möjligt till ett normalt vardagsliv.
- Enkel typ av begravning.

Katolsk
- Jordbegravning föredras, men kremering är tillåtet
- Begravningsgudstjänsten består av bön, bibelläsningar (två eller tre, inklusive ur ett evangelium), griftetal, överlåtelse, då kistan bestänks med vigvatten och hedras med rökelse, som påminnelse om dopet och om kyrkans förböner för den döde, samt de tre skovlarna mull som påminnelse om människans dödlighet och kallelse till uppståndelse och evigt liv i Kristus.
- Under begravningen, eller i anslutning till denna, firas en rekviemmässa, det vill säga en nattvardsmässa som innehåller böner för den avlidne. En sådan kan också firas på årsdagarna av dödsfallet på de anhörigas begäran.
- När döden nalkas är det katolsk sed att man kallar på en präst, som hör den döendes bikt och ger absolution, sjuksmörjelsen och kommunionen.
- 2 november firas som Alla själars dag, då man ber för alla avlidna, i synnerhet de bortglömda.

Metodist
Ortodox
Svenska kyrkan
- Begravning kan ske inom några dagar till en månad, kremering tillåtet.
- Begravningsgudstjänst där familjen och vänner deltar.
- Olika böner och psalmer läses. Herrens bön används alltid.